# Grootouders voor het Klimaat

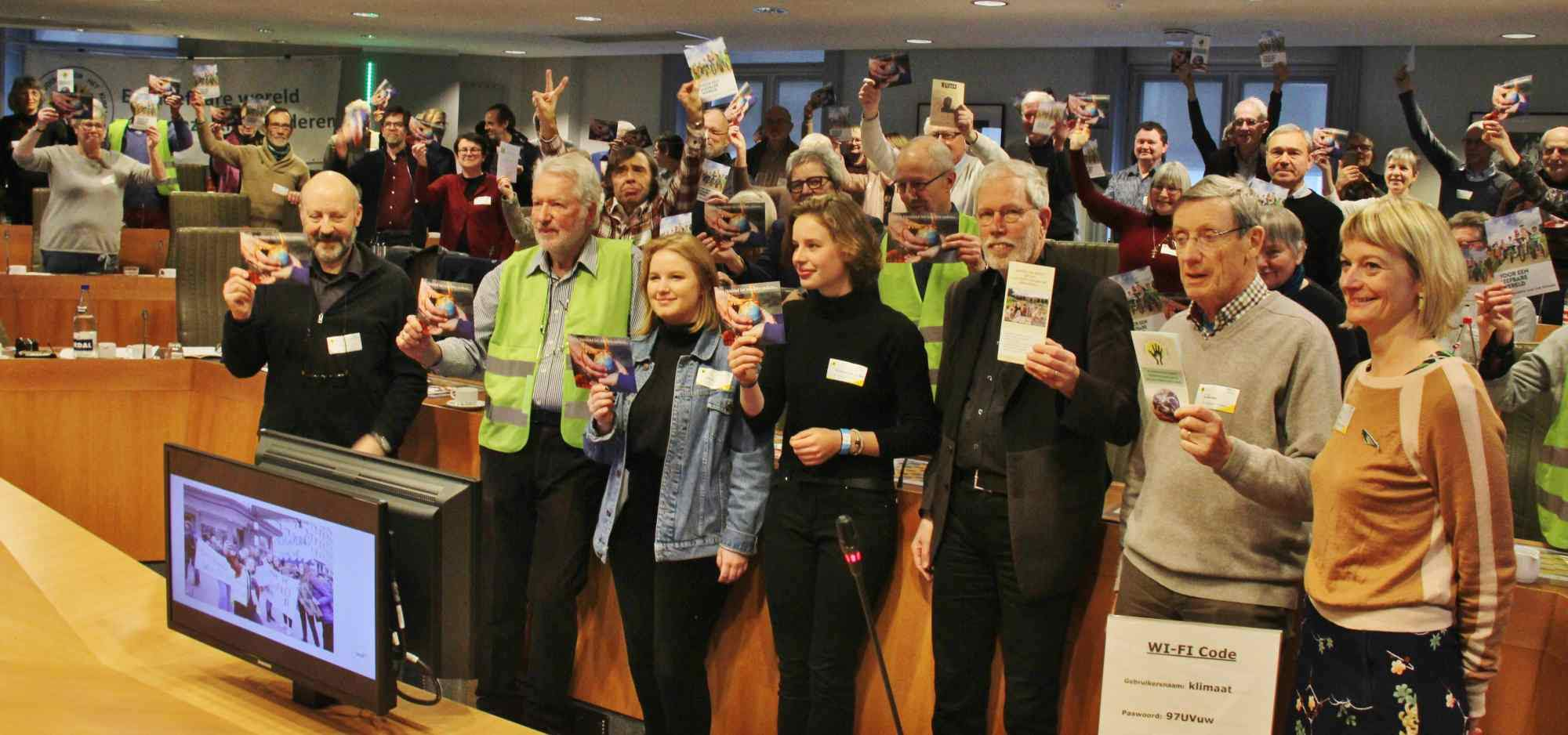
GvK is gesticht op 25 januari 2019 in het Vlaams parlement, Brussel.

Grootouders voor het Klimaat is een burgerbeweging van (groot)ouders die bezorgd zijn over de klimaatverandering.

## Geschiedenis in België, Vlaanderen
Op donderdag 10 januari 2019 kwamen in Brussel 3000 spijbelende scholieren samen om een klimaatrechtvaardig beleid te eisen. Ze waren erg ongerust over hun toekomst. De klimaatactiviste Anuna De Wever had hen daartoe opgeroepen in navolging van de Zweedse activiste Greta Thunberg. De voorzitter van GroenPlus, de ouderenwerking van Groen, Hugo Van Dienderen had de oproep op sociale media opgemerkt. En een tiental grootouders waren welkom om de jongeren te steunen. Die grootouders, allemaal lid van GroenPlus, besloten om een partij-onafhankelijke burgerbeweging op te richten. Ze vroegen aan prof. em. Bernard Hubeau het stichtingscolloquium op 25 januari 2019 in het Vlaams parlement voor te zitten. Aan dat colloquium namen verschillende mensen van de Vlaamse Ouderenraad deel. Ook Anuna De Wever en vertegenwoordigers van de Franstalige Grands-Parents pour le Climat en van de Nederlandse Grootouders voor het Klimaat waren van de partij. Bernard Hubeau en Hugo Van Dienderen werden co-voorzitters. Van week tot week werden de Grootouders voor het Klimaat (GvK) die de jongerenmarsen in Brussel en andere steden steunden talrijker.

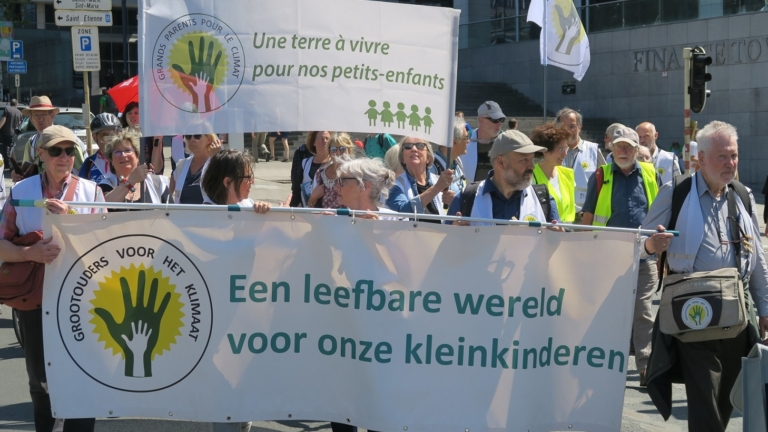
Franstalige en Vlaamse GvK stapten op in tientallen klimaatmarsen van de jongeren.

De nieuwe burgerbeweging bestaat uit ouderen met ervaring, vaardigheden en inzichten. In een open geest en verbonden door hun engagement nemen de vrijwilligers de klimaatcrisis en de waarschuwingen van de wetenschappers van het IPCC zeer ernstig. Ze hebben niet allemaal eigen kleinkinderen, maar delen de bekommernis voor een leefbare samenleving voor alle leven op aarde en voor de komende generaties."
Tijdens de coronapandemie waren de Grootouders actief aanwezig op het internet. Vrijwilligers zorgden voor een website. Daarnaast waren er ook vrijwilligers die op verschillende sociale media actief werden. Een coördinatieteam regelde de communicatie via deze kanalen. Tijdens de coronacrisis werd gestart met webinars over de sociale, ecologische en economische aspecten van de klimaatcrisis. Die webinars, intussen al vele tientallen, worden opgenomen en op de Vimeo en YouTube kanalen van de beweging geplaatst. Tevens verzorgt de beweging een gratis uitgebreide digitale tweewekelijkse nieuwsbrief. Die bevat zowel acties als nieuws in verband met natuur, milieu en klimaat. Hier kan je de meest recente Nieuwsbrieven consulteren.
Uit het Stichtingscolloquium en de acties ontstond een "Open Bestuur". Daarin zijn mensen actief die zich herkennen in het handvest. Geleidelijk aan werden regionale afdelingen opgericht. Limburg beet de spits af. Er volgden een tiental verspreid over de Vlaamse provincies. De afdelingen proberen elk met hun eigen mogelijkheden het draagvlak voor een ambitieus en rechtvaardig klimaatbeleid te vergroten. Limburg speelde bijvoorbeeld een grote rol in het behoud van het natuurgebied de Groene Delle. Dat is een moerassig gebied belangrijk voor de biodiversiteit en als opslag van broeikasgassen. Daarnaast ontstonden verschillende werkgroepen rond communicatie, klimaateducatie, landbouw, kinderboeken... Op 31 augustus 2020 werd Grootouders voor het Klimaat een vzw. 
GvK is lid van de Klimaatcoalitie die ruim honderd verenigingen groepeert en de jaarlijkse Klimaatmars organiseert. Omdat GvK lid is van de Bond Beter Leefmilieu krijgen ze steun van deze instelling. Als ouderenorganisatie is GvK lid van de Vlaamse Ouderenraad en werkt de vereniging samen met verschillende seniorenverenigingen. Met het project Klimaatsamenspraak biedt GvK (ouderen)verenigingen verschillende activiteiten aan rond natuur, milieu en klimaat. Om die te begeleiden hebben tientallen Grootouders een doorgedreven vorming gevolgd van Klimaatcoach. In Reset Vlaanderen werken milieubewegingen en vakbonden samen. GvK is ook van deze club formeel lid. Het Zuidelijk Halfrond is het grootste slachtoffer van de klimaatcrisis terwijl de mensen daar het minste broeikasgassen uitstoten. Uit solidariteit met deze mensen is GvK lid van 11.11.11. GvK blijft relaties onderhouden met Youth for Climate. De Grootouders zijn ten slotte aangesloten bij De Federatie, die het Vlaamse sociaal-cultureel volwassenenwerk en de amateurkunsten vertegenwoordigt. De Grootouders hebben informele contacten met Code Rood en Extinction Rebellion en vervullen bescheiden ondersteunende functies bij hun acties. Om zich daarop voor te bereiden heeft GvK samen met de Universiteit Antwerpen een academisch colloquium opgezet rond burgerlijke ongehoorzaamheid. Keynote spreker was de Nederlandse socioloog en jurist Kees Schuyt.

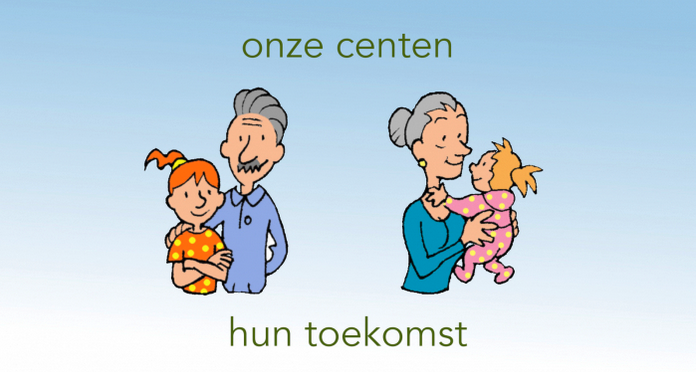

In 2022 kreeg GvK de Ultimaprijs van de Vlaamse Cultuur in de categorie sociaal-cultureel volwassenenwerk. Uit het juryrapport: "Grootouders voor het Klimaat gaf een krachtig signaal dat het klimaatthema niet enkel de jongeren aangaat, maar dat het een thema is dat alle generaties aanbelangt." Het jaar voordien hadden Grootouders voor het Klimaat met hun campagne "Onze spaarcenten voor hun toekomst" de Civil Society Prize 2021 gewonnen van het Europees Economisch en Sociaal Comité (EESC). De campagne spoort ouderen aan om bij hun banken er op aan te dringen dat hun spaargelden duurzaam worden belegd. Dus niet in fossiele brandstoffen zoals steenkool, olie of gas. Voor de periode 2024-2026 krijgen de Grootouders een startsubsidie van de Vlaamse Gemeenschap als omgevingsvereniging. En vanaf 1 januari 2025 loopt een kortlopende erkenning eveneens van de Vlaamse Gemeenschap als omgevingsvereniging. 

## Geschiedenis in België, Wallonië
Grands-Parents pour le Climat werd begin 2015 opgericht door een paar grootouders die zich bewust werden van de dringende ecologische uitdagingen, om bij te dragen aan de toekomst van hun kleinkinderen. Grootouderbewegingen voor het klimaat bestonden al in onder andere Noorwegen, Canada en Franstalig Zwitserland. Sinds de oprichting namen de Grands-Parents pour le Climat deel aan tal van evenementen, demonstraties en sensibiliseringsacties.

## Geschiedenis in Nederland
Grootouders voor het klimaat zijn in Nederland sinds december 2016 actief. De organisatie benadert ook de politieke partijen tijdens hun acties via brieven en gesprekken en door een manifest op 19 januari 2017 waarbij de grootouders vragen om een goed klimaatbeleid voor een leefbare wereld voor hun kleinkinderen.

## Europese samenwerking
Sinds 2022 vergaderden Grootouders voor het Klimaat uit negen Europese landen regelmatig online om hun ervaringen, doelstellingen en strategieën te delen, wat resulteerde in internationale nieuwsbrieven waarvan de eerste verscheen in september 2022. Na een aantal videoconferenties is een eerste EPGC-conferentie (European Grandparents for Climate) georganiseerd in Brussel van 30 november tot 3 december 2023.  Daaraan hebben GvK-organisaties van Oostenrijk, Duitsland, Nederland, Finland, Noorwegen, Denemarken, Groot-Brittannië, Zwitserland en België aan deelgenomen.